# Leonard Wibberley

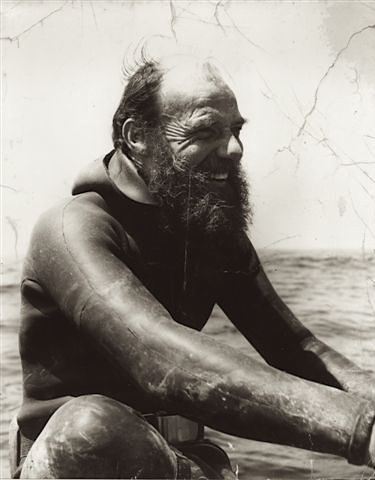
Wibberley im Taucheranzug

Leonard Patrick O’Connor Wibberley (* 9. April 1915 in Dublin; † 22. November 1983 in Santa Monica, Kalifornien) war ein irisch-US-amerikanischer Schriftsteller und Journalist, der unter verschiedenen Pseudonymen arbeitete. Bekannt wurde er mit seinen satirischen Romanen über das fiktive Herzogtum Grand Fenwick, die auch verfilmt wurden.

## Leben
Der in Dublin geborene Leonard Wibberley verließ seine irische Heimat schon in jungen Jahren und ging in England zur Schule. Nach einer abgebrochenen Ausbildung in einem Buchverlag begann er in den 1930er Jahren als Reporter in London, wo er den Journalismus bei einer der großen Sonntagszeitungen erlernte. Vor dem Kriegsdienst im Zweiten Weltkrieg verbrachte er einige Zeit in Trinidad.
1943 ging Wibberley in die USA, wo er bald wieder als Journalist arbeitete, zunächst in New York und dann in Chicago. Schließlich ließ er sich mit seiner Familie in Kalifornien nieder und arbeitete in der Redaktion der Los Angeles Times.

## Werk
Leonard Wibberley schrieb weit über 100 Bücher, darunter mehr als 50 Kinderbücher, viele unter dem Pseudonym Christopher Webb. Weitere Pseudonyme waren Patrick O’Connor und Leonard Holton. Unter letzterem Namen brachte er seine Krimi-Reihe um den in Los Angeles beheimateten Father Joseph Bredder heraus, einen Geistlichen mit detektivischem Spürsinn in Anlehnung an Gilbert Keith Chestertons Father Brown. Für jugendliche Leser schrieb er die Treegate-Abenteuer, eine Serie historischer Romane, angesiedelt in der Zeit der Amerikanischen Revolution und des Britisch-Amerikanischen Krieges von 1812.
Wibberleys größter Erfolg beim erwachsenen Publikum waren seine satirischen Romane um das Herzogtum Grand Fenwick, das kleinste Land der Erde. Darin spießte er auf humorvoll-liebenswerte Weise die politischen Entwicklungen in der Zeit des „Kalten Krieges“ auf. Im ersten Roman, The Mouse that Roared (1955; deutsche Ausgabe zunächst unter dem Titel Kleiner Staat ganz groß), erklärt Grand Fenwick den USA den Krieg, nachdem der einzige Exportartikel des Herzogtums, der „Pinot Grand Fenwick“, durch den Etikettenschwindel „Pinot Grand Enwick“ für einen kalifornischen Wein in eine Absatzkrise geraten ist. Absurde Verwicklungen sind die Folge. Der Stoff regte zu weiteren Bearbeitungen an. So machte Jack Arnold aus der Vorlage 1959 mit Die Maus, die brüllte eine der gelungensten Filmsatiren, was auch dem glänzenden Peter Sellers in drei Rollen zu verdanken war, und Christopher Sergel verarbeitete den Stoff 1963 zu einem Theaterstück. Auch The Mouse on the Moon (1962), in dem das wieder einmal klamme Grand Fenwick die USA mit der Scheinabsicht, eine Mondrakete bauen zu wollen, anpumpt, kam 1963 unter dem deutschen Titel Auch die Kleinen wollen nach oben unter der Regie von Richard Lester mit Margaret Rutherford und Ron Moody ins Kino. Sergel wiederum gestaltete auf Grundlage des Romans 1972 die Bühnenkomödie Mouse on Mars.

## Bibliografie
Die Serien sind nach dem Erscheinungsjahr des ersten Teils geordnet.
Grand Fenwick
- 1  The Mouse that Roared (1955, auch als The Wrath of Grapes)
  - Deutsch: Kleiner Staat ganz gross : Eine nicht ganz unglaubhafte Geschichte. Übersetzt von Heinrich Fraenkel. Ullstein, 1956. Auch als: Die Maus, die brüllte. Vitolibro, 2012, ISBN 978-3-86940-101-0.
- 2  Beware of the Mouse (1958)
- 3  The Mouse on the Moon (1962)
- 4  The Mouse on Wall Street (1969)
  - Deutsch: Hilfe, wohin mit dem Geld? : ein heiterer Roman. Übersetzt von Marlène Schwörer. Rüschlikon, 1972, ISBN 3-275-00489-1. Auch als: Ullstein TB #3451, 1978, ISBN 3-548-03451-9.
- 5  The Mouse That Saved the West (1981)

Black Tiger (als Patrick O’Connor)
- The Black Tiger (1956)
- Mexican Road Race (1957)
- Black Tiger at Le Mans (1958)
- Black Tiger at Bonneville (1960)
- Black Tiger at Indianapolis (1962)
- A Car Called Camellia (1970)

Treegate
- 1 John Treegate’s Musket (1959)
- 2 Peter Treegates War (1960)
- 3 Sea Captain from Salem (1961)
- 4 Treegate’s Raiders (1962)
- 5 Leopard’s Prey (1971)
- 6 Red Pawns (1973)

Father Bredder (als Leonard Holton)
- 1 The Saint Maker (1959)
  - Deutsch: Auf eigene Faust. Übersetzt von Georg Kahn-Ackermann. Desch (Die Mitternachtsbücher #86) 1961.
- 2 A Pact with Satan (1960)
  - Deutsch: Der Tote, der einen Mord beging. Übersetzt von Heinz Graef. Herder-Bücherei #164, 1963.
- 3 Secret of the Doubting Saint (1961)
  - Deutsch: Mord im Beichtstuhl. Übersetzt von Heinz Graef. Herder-Bücherei #241, 1965.
- 4 Deliver Us from Wolves (1963)
- 5 Flowers By Request (1964)
- 6 Out of the Depths (1966)
  - Deutsch: Father Bredder weiss zuviel. Übersetzt von Helmut Baus. Herder-Bücherei #288, 1967.
- 7 A Touch of Jonah (1968)
- 8 A Problem in Angels (1970)
- 9 The Mirror of Hell (1972)
- 10 The Devil to Play (1974)
- 11 A Corner of Paradise (1977)
- The Father Bredder Mysteries Books (2016 f., Sammelausgabe von 1–9 in 3 Bänden)

Life of Thomas Jefferson
- 1 Young Man from the Piedmont (1963)
- 2 A Dawn in the Trees (1988)
- 3 The Gales of Spring (1965)
- 4 Time of the Harvest (1966)

Encounter Near Venus
- 1 Encounter Near Venus (1967)
- 2 Journey to Untor (1970)

Romane
- The King’s Beard (1952)
- The Secret of Hawk (1953)
- Mrs Searwood’s Secret Weapon (1954)
- The Wound of Peter Wayne (1955)
- McGillicuddy McGotham (1956)
- Kevin O’Connor and the Light Brigade (1957)
- Take Me to Your President (1957)
- The Quest of Excalibur (1959)
- The Land That Isn’t There (1960)
- Mark Toyman’s Inheritance (1960, als Christopher Webb)
- Stranger at Killknock (1961)
- The River of Pee Dee Jack (1962, als Christopher Webb)
- Quest of the Otter (1963, als Christopher Webb)
- A Feast of Freedom (1964)
- Seawind from Hawaii (1965, als Patrick O’Connor, Jugendbuch)
  - Deutsch: Hart am Wind. Rosenheimer Verlagshaus, 1973, ISBN 3-475-52034-6.
- The Ann and Hope Mutiny (1966, als Christopher Webb)
- The Centurion (1966)
- Matt Tyler’s Chronicle (1966, als Christopher Webb)
- Attar of the Ice Valley (1968)
- The Road from Toomi (1968)
- Hound of the Sea (1969)
- Voyage By Bus (1970)
- Meeting with a Great Beast (1971)
- The Shannon Sailors (1972)
- Flint’s Island (1972)
- The Testament of Theophilus: A Novel of Christ and Caesar (1973, auch als The Seven Hills, 1973, The Merchant of Rome, 1974, Body of Proof, 2017)
- The Last Stand of Father Felix (1974)
- The Last Battle (1976)
- One in Four (1976)
- Homeward to Ithaca (1978)
- Perilous Gold (1978)
- Little League Family (1978)
- The Crime of Martin Coverly (1980)

Sachliteratur
- Epics of Everest (1955)
- The Life of Winston Churchill (1956)
- The Trouble with the Irish (or the English, depending on your point of view) (1956)
- John Barry (1957)
- Wes Powell (1958)
- Zebulon Pike: Soldier And Explorer (1961)
- Man of Liberty (1968)